# Protectorado de Nigeria del Sur
El protectorado de Nigeria del Sur fue un protectorado británico en las zonas costeras de la actual Nigeria formada en 1900 a partir de la unión del Protectorado de la Costa del Níger con territorios adquiridos por la Real Compañía del Níger por debajo de Lokoja en el río Níger.
La colonia de Lagos fue añadida en 1906, y el territorio fue oficialmente rebautizado como Colonia y Protectorado del Sur de Nigeria. En 1914, el sur de Nigeria se unió al Protectorado de Nigeria del Norte para formar la única colonia de Nigeria. La unificación se hizo por razones económicas más que políticas: el Protectorado del Norte de Nigeria tenía un déficit presupuestario y la administración colonial intentó utilizar los excedentes presupuestarios del sur de Nigeria para compensar este déficit.

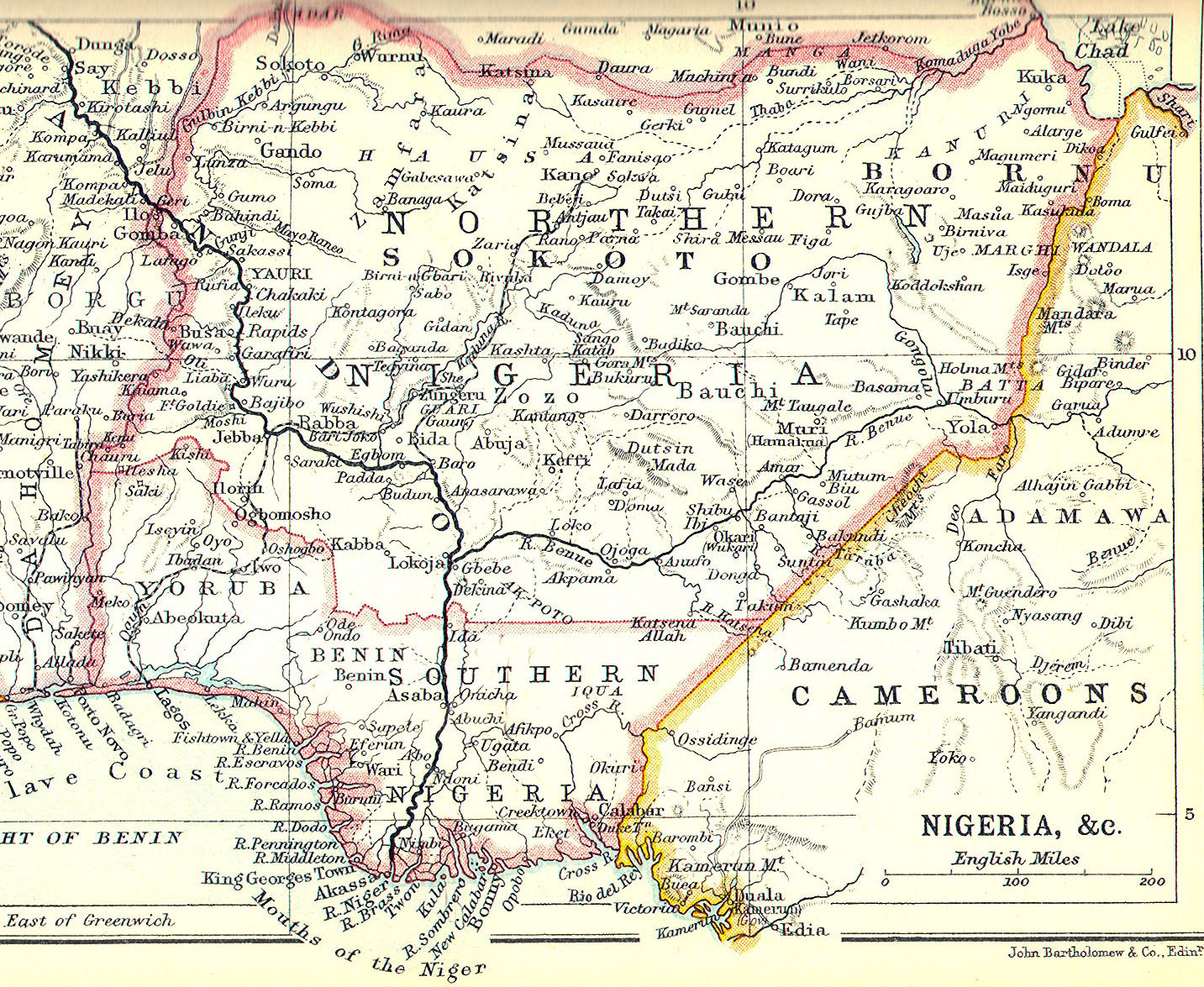
El sur y el norte de Nigeria alrededor de 1914 en un mapa de John Bartholomew & Co. de Edimburgo.

Sir Frederick Lugard, que asumió el cargo de gobernador de ambos protectorados en 1912, fue el encargado de supervisar la unificación, y se convirtió en el primer gobernador del nuevo territorio unido. Lugard estableció varias instituciones centrales para anclar la estructura unificada en evolución. Se instituyó una Secretaría Central en Lagos, que fue la sede del gobierno, y se fundó el Consejo Nigeriano, más tarde Consejo Legislativo, para proporcionar un foro para los representantes de las provincias. Algunos servicios se integraron a través de las Provincias Norte y Sur debido a su importancia nacional como eran los de militar, tesorería, auditoría, puestos y telégrafos, ferrocarriles, inspección, servicios médicos, departamentos judiciales y legales, y se pusieron bajo el control de la Secretaría Central en Lagos.
El proceso de unificación se vio socavado por la persistencia de diferentes perspectivas regionales sobre la gobernanza entre las provincias del norte y del sur, y por los nacionalistas nigerianos en Lagos. Mientras que los administradores coloniales del sur acogieron con beneplácito la amalgama como una oportunidad para la expansión imperial, sus homólogos de la Provincia Septentrional consideraron que era perjudicial para los intereses de las zonas que administraban debido a su relativo atraso y que era su deber resistir el avance de las influencias y la cultura del sur hacia el norte. Los sureños, por su parte, no estaban dispuestos a aceptar la extensión de la legislación originalmente destinada al norte y al sur.

## Administración

### Gobernadores
Desde su fundación, el sur de Nigeria fue administrado por un alto comisionado. El primer alto comisionado fue Ralph Moor. Cuando Lagos se fusionó con el resto del sur de Nigeria en 1906, el entonces alto comisionado Walter Egerton se convirtió en Gobernador del territorio.
Cuando en 1900 el protectorado pasó de la Oficina de Asuntos Exteriores a la Oficina Colonial, Ralph Moor se convirtió en Alto Comisionado de Nigeria del Sur y sentó las bases de la nueva administración, con el consiguiente deterioro de su salud, y se jubiló el 1 de octubre de 1903.
Egerton se convirtió en Gobernador de la Colonia de Lagos, cubriendo la mayor parte de las tierras yoruba en el suroeste de lo que hoy es Nigeria, en 1903. La oficina colonial quería amalgamar la Colonia de Lagos con el protectorado del sur de Nigeria, y en agosto de 1904 también nombró a Egerton Alto Comisionado para el Protectorado del sur de Nigeria. Ocupó ambos cargos hasta el 28 de febrero de 1906. En esa fecha, los dos territorios se unieron formalmente y Egerton fue nombrado Gobernador de la nueva Colonia y Protectorado de Nigeria del Sur, cargo que ocupó hasta 1912. En la nueva Nigeria del Sur, la antigua Colonia de Lagos se convirtió en la Provincia Occidental, y el antiguo Protectorado de Nigeria del Sur se dividió en una Provincia Central con capital en Warri y una Provincia Oriental con capital en Calabar.
Cuando su predecesor en el sur de Nigeria, Sir Ralph Denham Rayment Moor, dimitió, una gran parte del sureste de Nigeria aún estaba fuera del control británico. Al asumir el cargo, Egerton inició una política de envío de patrullas anuales de pacificación, que generalmente obtenían la sumisión mediante la amenaza de la fuerza sin que se les exigiera el uso de la fuerza.
Cuando Egerton se convirtió en Gobernador de Lagos, apoyó con entusiasmo la extensión del ferrocarril Lagos - Ibadán hasta Oshogbo, y el proyecto fue aprobado en noviembre de 1904. La construcción comenzó en enero de 1905 y la línea llegó a Oshogbo en abril de 1907. Se inclinó por el ferrocarril en lugar del transporte fluvial, e impulsó a que el ferrocarril se extendiera a Kano por Zaria. También patrocinó la construcción de una extensa carretera, sobre la base de los cimientos legislativos establecidos por su predecesor Moor, que permitieron el uso de mano de obra local no remunerada. Egerton compartió las opiniones de Moor sobre el daño que se estaba causando al comercio del río Cross por la combinación de intermediarios y comerciantes indígenas con sede en Calabar.  Al principio, los comerciantes establecidos lograron que la Oficina Colonial aprobara normas que inhibían la competencia de los comerciantes que querían establecer bases en el interior, pero Egerton persuadió a los funcionarios para que revirtieran su decisión.
Egerton era un firme defensor del desarrollo colonial. Él creía en el financiamiento del déficit en ciertos períodos del crecimiento de una colonia, lo cual se reflejó en sus presupuestos de 1906 a 1912. Ya en 1908, Egerton apoyó la idea de "un Departamento de Agricultura bien organizado con un jefe enérgico y experimentado", y el Departamento de Agricultura nació en 1910., y respaldó el desarrollo de plantaciones de caucho, un concepto que le era familiar desde su época en Malaya, y dispuso que se arrendaran tierras para este fin. También pensó que podría haber un gran potencial en los campos de estaño cerca de Bauchi, y pensó que si se probaba un ramal a los campos de estaño estaría justificado.
Egerton entró en conflicto con la administración del norte de Nigeria en una serie de cuestiones. Hubo un debate sobre si Ilorin debía incorporarse al sur de Nigeria, ya que el pueblo era yoruba, o si debía permanecer en el norte de Nigeria, ya que el gobernante era musulmán y durante algún tiempo Ilorin había estado sometido al califato de Uthmaniyya. Se discutió sobre la administración de los derechos sobre las mercancías desembarcadas en la costa y transportadas al norte de Nigeria. Y hubo una disputa sobre si las líneas ferroviarias del norte deberían terminar en Lagos o deberían tomar rutas alternativas al Río Níger y a la costa..
Egerton tenía razones para oponerse a que la línea propuesta terminara en Baro en el Níger, ya que la navegación hacia el sur hasta la costa estaba restringida a la temporada de alta mar, e incluso entonces era incierta.
La administración de Egerton impuso políticas que tendían a la segregación de europeos y africanos. Entre las que se incluía excluir a los africanos del Servicio Médico de África Occidental y decir que ningún europeo debía recibir órdenes de un africano, lo que tenía el efecto de excluir a los médicos africanos de servir en el ejército. El propio Egerton no siempre aprobaba estas políticas, y no se respetaban estrictamente. La relación legal entre el gobierno de Lagos y los estados de la Colonia de Lagos no estaba clara, y no fue hasta 1908 que Egerton persuadió a los Oba para que aceptaran el establecimiento de la Corte Suprema en las principales ciudades. En 1912, Egerton fue reemplazado por Frederick Lugard, quien fue nombrado Gobernador General de Nigeria del Sur y del Norte con el mandato de unir a ambos. Egerton fue nombrado Gobernador de la Guayana Británica como su próximo destino, claramente un descenso de categoría, que puede estar relacionado con sus peleas con los oficiales de la Oficina Colonial.
En 1912, Egerton fue reemplazado por Frederick Lugard, quien fue nombrado Gobernador General de Nigeria del Sur y del Norte con el mandato de unir a ambos. Egerton fue nombrado Gobernador de la Guayana Británica como su próximo destino, claramente un descenso de categoría, que puede haber estado relacionado con sus peleas con los funcionarios de la Oficina Colonial.
Lugard regresó a Nigeria como Gobernador de los dos protectorado. Su misión principal era completar la fusión en una sola colonia. Aunque polémica en Lagos, donde una gran parte de la clase política y los medios de comunicación se opusieron a ella, la amalgama no despertó pasión en el resto del país. De 1914 a 1919, Lugard fue nombrado Gobernador General de la ahora combinada Colonia de Nigeria. A lo largo de su mandato, Lugard trató enérgicamente de mejorar la condición de los nativos, entre otros medios mediante la exclusión, siempre que fue posible, de los licores alcohólicos, y mediante la represión de las incursiones de esclavos y la esclavitud. Lugard dirigió el país con la mitad de cada año pasado en Inglaterra, alejado de las realidades de África donde los subordinados tuvieron que retrasar las decisiones sobre muchos asuntos hasta su regreso, y basó su gobierno en un sistema militar.

### Altos Comisionados y Gobernadores
| Nombre               | Tenencia  | Oficina | Imagen |
| -------------------- | --------- | --- | ------ |
| Sir Ralph Moor       | 1900–1903 | Alto Comisionado del Protectorado del Sur de Nigeria                                                                                            |        |
| Sir Walter Egerton   | 1903–1912 | Alto Comisionado del Protectorado del Sur de Nigeria 1903–1906. Gobernador de la Colonia y Protectorado del Sur de Nigeria. 1906–1912 1906–1912 |        |
| Sir Frederick Lugard | 1912–1914 | Gobernador de la colonia y protectorado del sur de Nigeria                                                                                      |        |

## Economía

### Política económica colonial
La política económica británica para África en aquel momento se basaba en la creencia de que si los pueblos africanos adoptaran la civilización europea con su énfasis en la ley y el orden, sus recursos económicos se explotarían de forma más eficaz y exhaustiva en beneficio de todos. Se creía de manera optimista y simplista que el problema del desarrollo económico de África era en gran medida el problema del orden público; que una vez que se suprimiera la trata de esclavos, desaparecería el caos y la anarquía que se creía que era la perdición de la vida en África, y que el esfuerzo africano se canalizaría hacia la recolección de los productos nacionales de los bosques tropicales para satisfacer las necesidades europeas. Se llegó a la conclusión de que los africanos por sí solos eran incapaces de mantener la ley y el orden al nivel necesario para llevar a cabo la tan deseada revolución económica y que sólo el Estado europeo podía hacerlo.
Sin embargo, no bastaba con que la potencia colonial impusiera y mantuviera la ley y el orden. También es necesario promover y desarrollar la libre circulación y el crecimiento natural y el comercio. También era la suposición generalmente aceptada de que los esfuerzos económicos y los productos de una colonia deberían complementar, en lugar de competir o socavar, los esfuerzos económicos y los productos del país metropolitano. Se trataba de una supervivencia del sistema mercantilista que se había deteriorado en el último cuarto del siglo XVIII.
| Año  | Ingresos  | Gastos    | Superávit/Déficit |
| ---- | --------- | --------- | ----------------- |
| 1900 | 535,902   | 424,257   | +111,645          |
| 1901 | 606,431   | 564,818   | +41,613           |
| 1902 | 801,737   | 619,687   | +182,050          |
| 1903 | 760,230   | 757,953   | +2,277            |
| 1904 | 888,136   | 863,917   | +24,219           |
| 1905 | 951,748   | 998,564   | -46,816           |
| 1906 | 1,088,717 | 1,056,290 | +32,427           |
| 1907 | 1,459,554 | 1,217,336 | +242,218          |
| 1908 | 1,387,975 | 1,357,763 | +30,212           |
| 1909 | 1,361,891 | 1,648,648 | -286,793          |
| 1910 | 1,933,235 | 1,592,282 | +340,953          |
| 1911 | 1,956,176 | 1,717,259 | +238,917          |
| 1912 | 2,235,412 | 2,110,498 | +124,914          |
| 1913 | 2,668,198 | 2,096,311 | +571,887          |

### Principal
- Carland, John M. (1985). The Colonial Office and Nigeria, 1898-1914. Hoover Press. ISBN 978-0-8179-8141-9.
- Afigbo, Adiele Eberechukwu; Falola, Toyin (2005). Nigerian history, politics and affairs: the collected essays of Adiele Afigbo. Africa World Press. ISBN 1-59221-324-3.
- Calvert, Albert Frederick (1910). Nigeria and Its Tin Fields. Forgotten Books. ISBN 1-4400-5273-5.
- Carland, John M. (1985). The Colonial Office and Nigeria, 1898–1914. Hoover Press. ISBN 0-8179-8141-1.
- Falola, Toyin (2003). The foundations of Nigeria: essays in honor of Toyin Falola. Africa World Press. ISBN 1-59221-120-8.
- Duignan, Peter; Gann, Lewis H. (1975). Colonialism in Africa, 1870–1960: The economics of colonialism. CUP Archive. ISBN 0-521-08641-8.
- Gann, Lewis H.; Duignan, Peter (1978). The rulers of British Africa, 1870–1914. Routledge. ISBN 0-85664-771-3.
- Geary, William Nevill Montgomerie (1965) [1927]. Nigeria under British rule. Routledge. ISBN 0714616664.
- Okpewho, Isidore; Davies, Carole Boyce (1999). The African diaspora: African origins and New World identities. Indiana University Press. ISBN 0-253-33425-X.
- «Nigeria». WorldStatesmen. Consultado el 25 de mayo de 2011.

### Adicional
- Adiele Afigbo, "Sir Ralph Moor and the Economic Development of Southern Nigeria, 1896–1903", Journal of the Historical Society of Nigeria, 5/3 (1970), 371–97
- Adiele Afigbo, The Warrant Chiefs: Indirect Rule in Southeastern Nigeria, 1891–1929 (1972)
- Robert Home, City of Blood Revisited: A New Look at the Benin Expedition of 1897 (1982)
- Tekena Tamuno, The Evolution of the Nigerian State: The Southern Phase, 1898–1914 (1972)
- J. C. Anene, Southern Nigeria in Transition, 1885–1906: Theory and Practice in a Colonial Protectorate (1966)
- Obaro Ikime, Merchant Prince of the Niger Delta: The Rise and Fall of Nana Olomu, Last Governor of the Benin River (1968)

- Datos: Q2062030